# تس دوربرویل
تس از خانواده دوربرویل (انگلیسی: Tess of the d'Urbervilles) رمانی از توماس هاردی نویسنده انگلیسی است. این کتاب در آغاز به شکل سریالی و سانسورشده توسط روزنامهٔ مصور گرافیک در سال ۱۸۹۱ به چاپ رسید و سپس در سال ۱۸۹۲ به شکل کتاب چاپ شد. گرچه این رمان اکنون یکی از رمان‌های برجستهٔ قرن نوزدهم انگلستان و احتمالاً شاهکار هاردی محسوب می‌شود اما تس در آغاز با نقدهای متفاوتی روبرو شد که یکی از دلایل آن به چالش کشیدن اخلاقیات جنسی در اواخر دوره ویکتوریا بود.

## خلاصه داستان
تس که دختری زیبا و معصوم است در پی اصرار مادر برای رفتن به دیدار خانوادهٔ ثروتمند دوربرویل، که گمان می شود خویشاوندان واقعی آنان هستند، به شهر می‌رود. در آنجا با الک آشنا شده و پس از آنکه توسط او مورد تجاوز قرار می‌گیرد و باردار می‌شود به دهکدهٔ خود باز می‌گردد. فرزند بیمار تس تنها چند هفته پس از تولد می‌میرد و او به زندگی سخت گذشته باز می‌گردد. در همان هنگام او و کلر عاشق یکدیگر می شوند و تس پس از آشفتگی‌ها و درگیری‌های ذهنی فراوان، سرانجام در شب ازدواجشان گذشته و آنچه را که بر سر اومده را برای کلر تعریف می کند. به دنبال آن کلر که دچار دوگانگی شده است به نوعی او را از خود می راند و تس که تنها مانده است روزگار خود را با کار و نوشتن نامه برای کلر می گذراند. چندی بعد دوباره سرو کلهٔ الک پیدا می شود و پشیمانی خود را از آنچه که کرده بیان می کند و از تس تقاضا دارد که همراه او برود و از این پس زندگی خوبی داشته باشد. در آخر نیز کلر که بیمار و رنجور است به اشتباه خود مبنی بر مقصر دانستن تس پی می برد و به دنبال او می‌آید. داستان به طرز غم‌انگیزی در حالی که تس الک را کشته است و به شوهرش می‌پیوندد، ادامه می یابد و سرانجام با محاکمهٔ تس و حکم مرگ او پایان می‌پذیرد.